# Напівпустеля Бадгиз та Карабіль
Напівпустелі Бадгиз та Карабіль (WWF ID:PA1306) — екорегіон охоплює пагорби на північ від центральних гірських хребтів Афганістану, південного сходу Туркменістану та частини Узбекистану та Таджикистану. 
Ця територія підтримує високе біорізноманіття та низку рідкісних та ендемічних видів, таких як Equus hemionus kulan, що знаходиться під загрозою зникнення.

## Розташування та опис
Горбистий екорегіон розташований між великою піщаною пустелею Каракуми на півночі, горами Коентаг на сході, горами Парапаміз Гіндукушу в Афганістані на півдні та горами Копетдаг у Туркменістані та Ірані на півдні та південному заході. 
По всьому регіону є великі западини висохлих солончаків, де зростають солестійкі рослини.

## Клімат
Клімат екорегіону — середземноморський клімат (класифікація кліматів Кеппена Csa). Клімат характеризується спекотним, іноді дуже спекотним, сухим літом і м’якою вологою зимою. 
Середня температура найспекотнішого місяця перевищує 22°C, а найхолодніша 0–18°C.

Опадів у природному заповіднику Бадгиз випадає 130 мм/рік — 430 мм/рік. 
Вітри сильні, як правило, північні та північно-західні.

## Флора і фауна
Біорізноманіття у регіоні є високим, оскільки клімат відносно м’який, а місце розташування знаходиться у перехідній зоні, яка підтримує як ірано-афганські, так і центральноазійські квіткові спільноти. 
В області зафіксовано понад 1100 видів судинних рослин. 
Домінуючими рослинами є Carex pachystylis. Також зустрічаються чагарники артемізія і саксаул. 
Для захисту гаїв диких фісташкових дерев виділено заповідні території

Регіон підтримує важливі популяції великих ссавців, таких як азійський дикий осел (онагер) і джейран

Neophron percnopterus, що перебуває під загрозою зникнення, також зустрічається в регіоні.

## Заповідники
- Койтендазький заповідник[en]
- Бадгизький заповідник